# 山田宏臣
山田宏臣（日语：／ Yamada Hiroomi，1942年3月4日—1981年10月21日），日本男子田径运动员。他曾获得1966年亚洲运动会男子跳远金牌、男子十项全能铜牌，1970年亚洲运动会男子跳远银牌。